# کایا گربر
کایا گربر (انگلیسی: Kaia Gerber؛ زادهٔ ۳ سپتامبر ۲۰۰۱) یک مانکن اهل ایالات متحده آمریکا است.
او دختر سیندی کرافورد است و برای مجلهٔ وگ و همچنین شرکت‌های بربری، پرادا، امگا اس‌آ و شنل فعالیت تبلیغاتی نموده‌است.